# Rensselaer Polytechnic Institute
Rensselaer Polytechnic Institute (také RPI) je technická vysoká škola ve městě Troy v americkém státě New York.

## Historie
Škola byla založena 5. listopadu 1824 botanikem Amosem Eatonem a politikem, generálem a filantropem Stephenem Van Rensselaerem III. jako Rensselaer School a dnes na ní studuje asi 6 500 studentů.[zdroj?]

## Významné osobnosti
- John Swigert - americký kosmonaut
- Ray Tomlinson - vynálezce e-mailu